# Samsung Galaxy S8

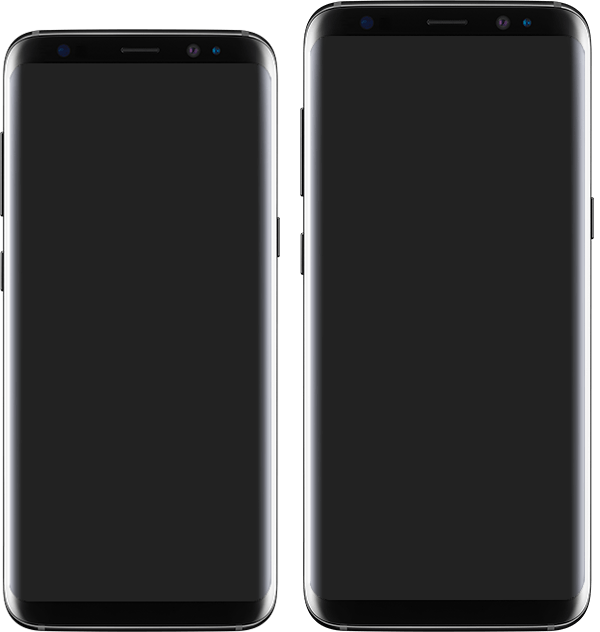
Samsung Galaxy S8/S8+

Samsung Galaxy S8 i S8+ – telefony firmy Samsung, wchodzące w skład serii „S”. Oficjalnie zaprezentowane 29 marca 2017 roku. Sprzedaż w Polsce rozpoczęła się 28 kwietnia 2017 roku.  W momencie premiery ceny wynosiły; S8 – 3499 zł, S8+ – 3999 zł. Sprzedaż przekroczyła 41 mln szt.

## Wyświetlacz
Zdecydowanie najważniejszą zmianą względem poprzednich modeli jest obecność ekranu „Infinity”. Samsung nazwał tak ekran „bez ramek” o proporcjach 18,5:9. Dzięki temu udało się stworzyć wyświetlacz o przekątnej 5,8” i 6,2”.Standardowe telefony w podobnych wymiarach posiadają zazwyczaj między 5-5,5”. Jako jedna z pierwszych firm globalnie wprowadziła powyższą technologię w smartfonach.

## Wygląd i wykonanie
Telefon wykonany jest z dwóch tafli szkła otoczonych aluminiową ramką. W górnej części przedniego panelu znajduje się przednia kamera oraz czujniki pozwalające korzystać z technologii  skanera tęczówki. Tylną część obudowy zajmują: aparat, dioda doświetlająca, czujnik tętna oraz czytnik linii papilarnych. Oficjalnie dostępny w Polsce w kolorach: Midnight Black, Arctic Silver, Orchid Grey.

## Aparat
Aparat znajdujący się z tyłu posiada matryce o rozdzielczości 12 megapikseli z możliwością nagrywania filmów w 4k. Aparat ten posiada bardzo dużą liczbę sensorów, technologii poprawiających jakość robionych zdjęć. Są to: OIS (optyczna stabilizacja obrazu), f/1.7 (przysłona – jasność zdjęć), Dual Pixel (technologia firmy Canon – bardzo szybki autofokus).
Frontowa kamera posiada 8 megapikseli i jako jedna z nielicznych, na rynku telefonów, posiadająca funkcję autofokusa. Przysłona o wartości f/1.7.

## Wydajność (wersja europejska)
Procesor umieszczony w tym modelu to: Exynos 8895 (4x Exynos M2 2,5 GHz + 4x Cortex-A53 1,7 GHz), GPU ARM Mali-G71. Wspomagane przez 4 GB pamięci RAM i 64 GB pamięci wbudowanej z możliwością rozbudowania o kartę pamięci do 256 GB. Wyposażony w baterie o pojemności 3000 mAh (w modelu S8) i 3500 mAh (w modelu S8+).
Z powodów patentowych na rynki tj. USA, Kanada i Japonia smartfony sprzedawano z nieznacznie mniej wydajnym SoC Qualcomm Snapdragon 835 (4x Kryo 280 2.36GHz 4x Kryo 280 1.90GHz) z GPU Adreno 540

## Dodatkowe informacje
Telefon w całości jest odporny na wodę i kurz, potwierdza to certyfikat IP68 (zanurzenia do 1,5 m pod wodą).
Galaxy S8 posiada funkcję szybkiego ładowania telefonu,dzięki specjalnej ładowarce indukcyjnej można ładować bezprzewodowo (standard PMA & Qi).
Jedną z wyróżniających cech smartfona jest podłączenie go do monitora i używanie jako komputera do pracy lub zabawy. Początkowo niezbędna była do tego specjalna stacja DeX, jednak po aktualizacji do Androida Pie wymagany jest jedynie adapter z USB typu C na HDMI. 
Wersja S8+ wspierała korzystanie z dwóch kart SIM (Dual SIM). 

## Specyfikacja[10][11]
| Parametry techniczne         | Samsung Galaxy S8/S8+ |
| ---------------------------- | --- |
| Producent                    | Samsung |
| Seria                        | Galaxy S |
| Wymiary                      | S8: 148.9 mm × 68.1 mm × 8.0 mm S8+: 159.5 mm × 73.4 mm × 8.1 mm                                                                                       |
| Waga                         | S8: 152 g, S8+: 173 g |
| Wyświetlacz                  | S8: 5,8", S8+: 6,2". 1440x2960 pikseli, Super Amoled                                                                                                   |
| System Operacyjny            | Andorid 7.0 Nougat, 8.0 Oreo (nakładka Samsung Experince)                                                                                              |
| Procesor (wersja europejska) | Samsung Exynos 8895 Zegar procesora: 2,30 GHz Liczba rdzeni: 8 GPU: ARM Mali-G71 @550 MHz                                                              |
| Pamięć (wersja europejska)   | ROM: 64 GB (możliwość rozszerzenia kartą pamięci do 256 GB), RAM: 4 GB                                                                                 |
| Aparat                       | Tył: 12 Mpx + Lampka Błyskowa LED, dodatkowe: AF, OIS, f/1.7, rozdzielczość wideo: 4k Przód: 8 Mpx, dodatkowe: AF, f/1.7, rozdzielczość wideo: Full HD |
| Bateria                      | S8: 3000 mAh, S8+: 3500 mAh |
| Czujniki                     | Akcelerometr Zbliżeniowy Światła Magnetometr Żyroskop Barometr Grawitacyjny Efektu Halle-a Skaner tęczówki Czytnik linii papilarnych                   |
| Dodatkowe informacje         | Wodoszczelność (certyfikat IP68) Używanie jako komputer (stacja DeX) Szybkie o bezprzewodowe ładowanie (standard PMA & Qi)                             |